# 스타벅스 리저브

로고

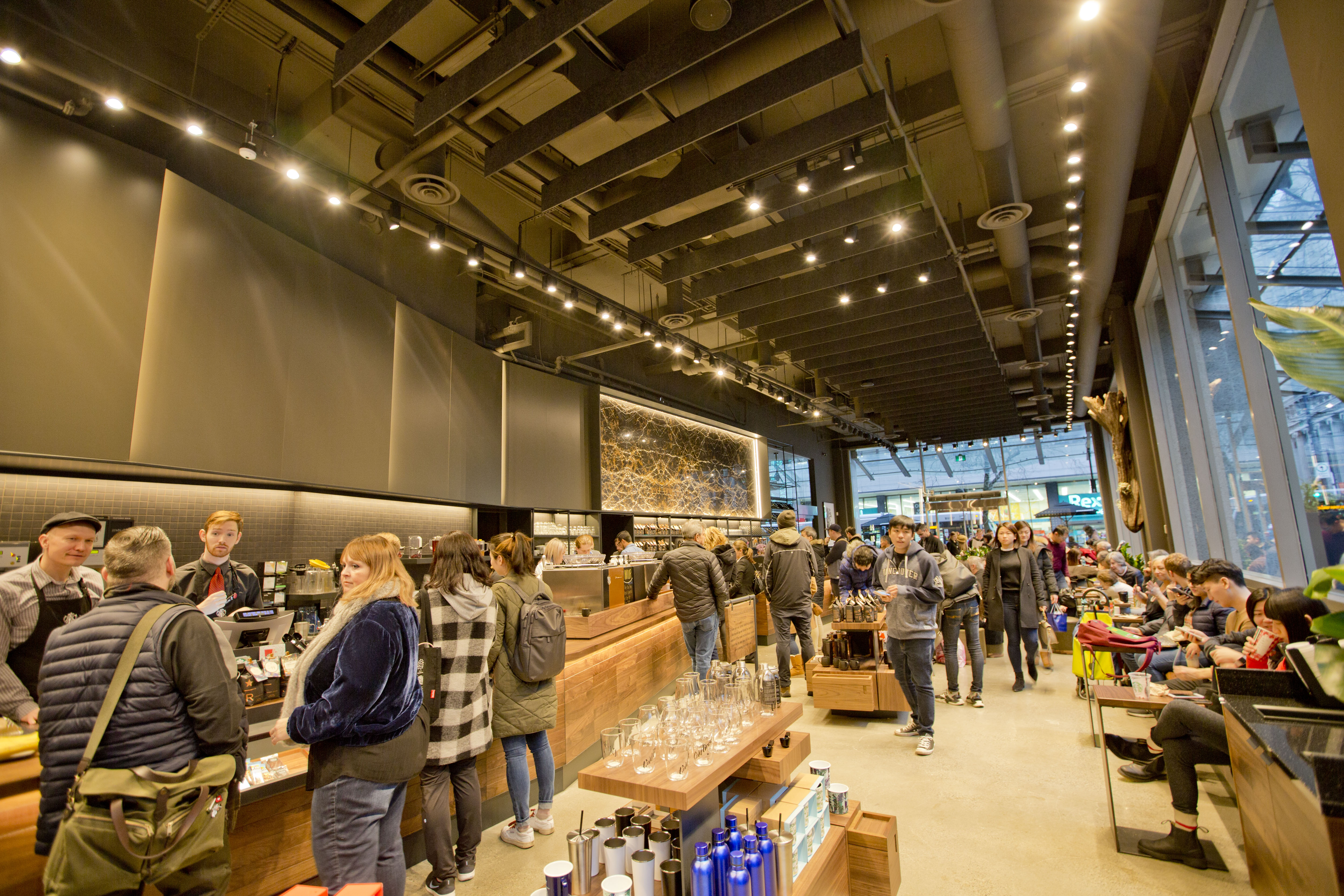
밴쿠버의 스타벅스 리저브 매장

스타벅스 리저브(Starbucks Reserve)는 세계적인 커피 체인점 스타벅스의 매장 형태이자 커피 브랜드다. 전세계에 800개 매장이 리저브 매장으로 운영 중이며, 국내에는 총 84곳이 운영 중이다. 커피를 직접 볶는 스타벅스 커피로스터리는 현재 전세계 6개 도시에 있다.

## 역사
이 프로그램은 스타벅스가
스텀타운 커피 로스터, 딜라노스 커피 로스터, 블루보틀 커피 등 프리미엄 커피 소매업체들에 대항함으로써 고급 커피 시장에서 경쟁하고 싶은 이유로 시작되었다.
스타벅스는 2010년 온라인 판매와 수많은 리테일점을 통해 스타벅스 리저브 프로그램을 시작했으며 아라비아 커피를 취급했다. 나중에 첫 리저브 지점을 라틴아메리카에 열었다. 첫 스타벅스 리저브 로스터리가 2014년 12월 시애틀에서 열렸다.

## 같이 보기
- 스타벅스 리저브 로스터리 도쿄